# 香港終審法院首席法官
香港终审法院首席法官（英語：Chief Justice of the Court of Final Appeal），是香港司法机构及香港終審法院的首長。首席法官是終審法院四位常任法官之一。於英治時期，此職被称为香港首席按察司（1843至1992年）、香港首席大法官（1992-1997年）。
根據《香港終審法院條例》，首席法官是司法機構的首長，負責司法機構的行政管理及其他司法職能，如主持法律年度典禮。此外，根據香港特別行政區排名名單，首席法官排名於行政長官之後，位列第二。
第一任首席法官是李國能（1997年7月1日任職，至2010年8月31日離職）；第二任首席法官是馬道立（2010年9月1日就任，至2021年1月11日卸任）；第三任和現任首席法官是張舉能（2021年1月11日就任）。

## 職能
終審法院首席法官是四位常任法官之一，他主持上訴委員會及終審法院的聆訊工作並肩負其他職能，如行政長官曾蔭權任命李國能為防止及處理潛在利益衝突獨立檢討委員會主席，就改善行政長官及政治委任官員處理潛在利益做法提出意見。
根據《香港特別行政區基本法》，行政長官就職時須向首席法官申報財產；此外，若香港立法會出席會議的「選舉委員會界別議員」和「地方選區及功能界別議員」各以過半數通過，對行政長官是否干犯嚴重罪行、作出嚴重違憲違法行為或瀆職發起調查，首席法官將負責組成一個獨立調查委員會並擔任其主席。
此外，首席法官是司法人員推薦委員會的當然主席。

## 任免
首席法官的任命是由司法人員推薦委員會作出推薦後由行政長官任命，為終身職，一直到65歲退休。
若首席法官無力履行職責或行為不檢，行政長官可任命五名法官組成審議庭決定是否應免去其職務。

## 官邸
首席法官官邸於山頂歌賦山道18號，也称为Clavdel，1893年落成。

## 權杖
首席法官有一支雕刻上香港特别行政區區徽的權杖，象徵首席法官的職權、司法獨立和維護法治。

## 現任列表
| № | 首席法官 | 首席法官                    | 任期          | 任期          | 任期      | 此前職務             | 任命者                    |
| № | 首席法官 | 首席法官                    | 就任          | 離任          | 時長      | 此前職務             | 任命者                    |
| - | -------- | --------------------------- | ------------- | ------------- | --------- | -------------------- | ------------------------- |
| 1 |          | 李國能，大紫荊勳賢，CBE，SC | 1997年7月1日  | 2010年8月31日 | 13年61天  | 高等法院暫委法官     | 董建華，大紫荊勳賢        |
| 2 |          | 馬道立，大紫荊勳賢，SC      | 2010年9月1日  | 2021年1月11日 | 10年132天 | 高等法院首席法官     | 曾蔭權，大紫荊勳賢，KBE   |
| 3 |          | 張舉能，大紫荊勳賢          | 2021年1月11日 | 現任          | 4年70天   | 香港終審法院常任法官 | 林鄭月娥，大紫荊勳賢，GBS |

## 參看
- 香港終審法院
- 香港特別行政區排名名單
- 香港首席大法官
- 香港司法機構
- 香港法律制度
- 中华人民共和国最高人民法院院長
- 澳门终审法院